# Escrita do Indo
O termo escritas do Vale do Indo ―também chamado de línguas proto-índicas ― refere-se a sequências curtas agrupadas de símbolos associados à Civilização do Vale do Indo.

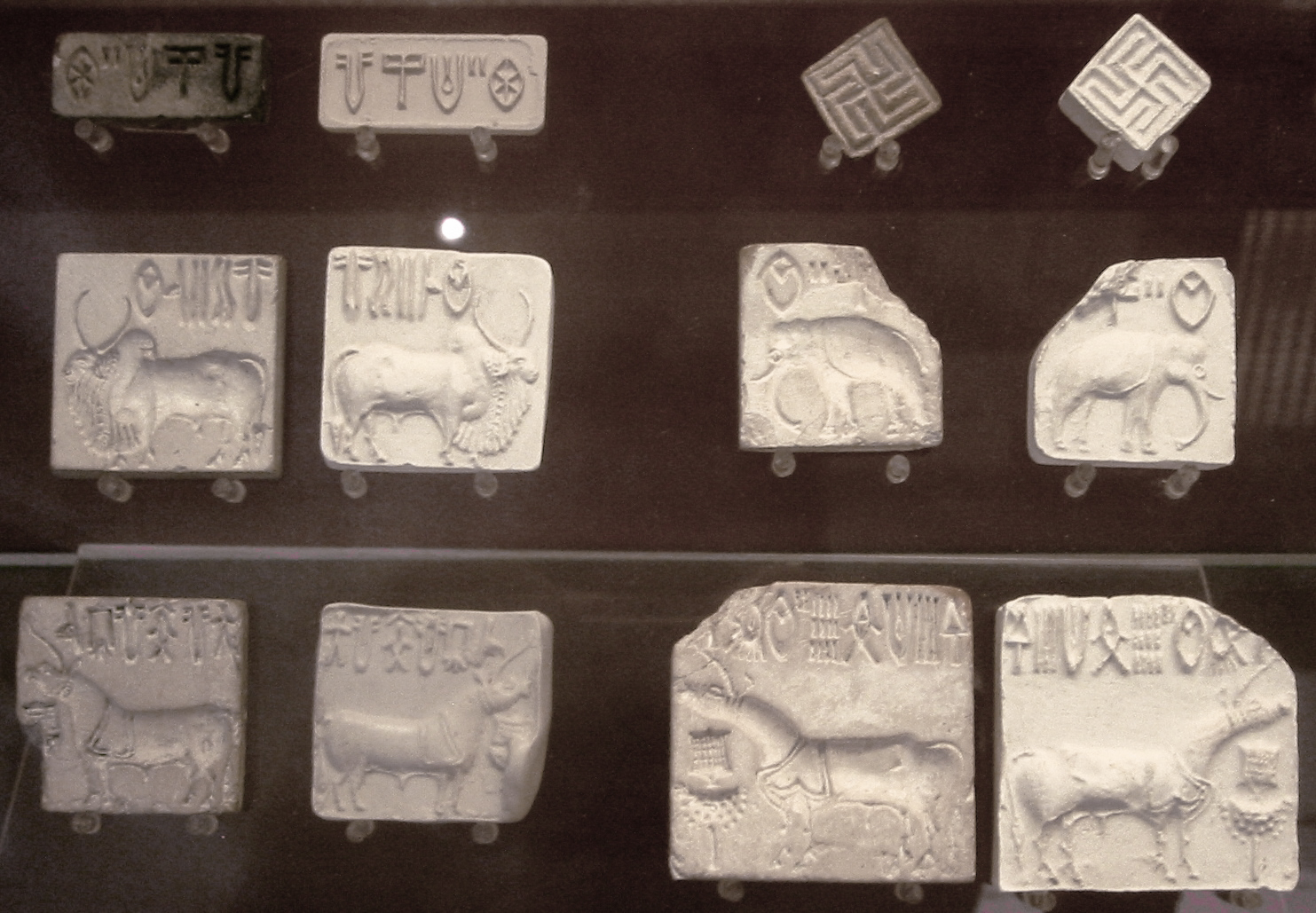
Selos com caracteres da escrita do Indo, atualmente em poder do Museu Britânico.

Lista completa de Escritas do Indo.

Estima-se que essa civilização urbana floresceu durante boa parte do 3º milênio (2600 a 2500 a.C.) e foi extinta aproximadamente em meados do 2º milênio (1800 a 1500 a.C.). Entretanto, devido às novas escavações arqueológicas que vêm sendo realizadas na região, os limites temporais necessariamente estarão em debate considerando o novo material de interesse que pode surgir. Os sítios proto-históricos mais importantes relacionados com a suposta escrita são Harappa e Mohenjo-daro.
Por enquanto, o conjunto de sinais e símbolos que os habitantes desses centros usavam não costumam aparecer incisos em muros, lápides, estatuetas, tabuihas de argila, papiros ou códigos como ocorre com outros tipos conhecidos de sistemas de escrita, mas são principalmente gravados em placas - pedras lisas - de formato quadrado e retangular, chamadas pelos especialistas de "selos" ». Também foram encontradaso sobre outros materiais mais imperecíveis, como vasos de cerâmica ou fragmentos de vasos, placas de cobre, vários utensílios de bronze e em bastões de marfim e osso. As pedras lisas com inscrições se destacam pelo estilo particular de incisão e aparência requintada.

## Características da escrita do Vale do Indo
- Objetos descobertos ao longo dos anos apresentam um número reduzido de símbolos em sua superfície. O número médio de sinais gravados é quatro ou cinco. Da mesma forma, o documento que regista a “inscrição mais longa” compreende 17 sinais não repetitivos, conhecidos como sinais alfabéticos. Denominados M-314[6] ou 26 sinais denominados M-494 (Parpola, 1994). Essa notável brevidade de sinais nos "selos" deu origem a diferentes hipóteses sobre sua função. Eles podem ter contido nomes pessoais, títulos profissionais, administrativos ou de propriedade, ou podem ter servido como documentos de identidade, cartões de troca, amuletos ou objetos votivos.
- Em muitas lajes há figuras estampadas de animais que podem ser identificados como zebus,[7] búfalos,[8] rinocerontes,[9] tigres,[10] elefantes[11] e também algumas criaturas fantásticas como unicórnios[12] ou seres tricefálicos.[13] Por alguma razão, os animais típicos do campo e da natureza selvagem da Índia, como cobras, pavões, vacas leiteiras, camelos, macacos e burros não aparecerem. Até que mais dados sejam obtidos sobre essa cultura, não será possível dizer com precisão se as placas foram usadas para catalogar animais e por que a presença de certos animais é observada, enquanto a ausência de outros é notada..
- Objetos incisos não são acompanhados por outro código de símbolos ou outra forma de escrita paralela para que especialistas especulem sobre textos bilíngues.
- A direção da escrita parece ser da direita para a esquerda.
- O número de sinais, segundo vários autores, pode variar de 50 a mais de 500, dependendo da forma de identificá-los e contá-los. O que se pretende dizer é que ainda há controvérsias quanto a pequenas modificações ou combinações dos sinais básicos, tecnicamente chamados de alógrafos.[14]

## Maiores obstáculos para a decifração
Os seguintes fatores são considerados os maiores obstáculos para a compreensão e decifração da referida escrita: 
- A escrita do Indo desapareceu há muito tempo, tornando ainda mais difícil identificar a língua do Substrato Linguístico ou a família linguística à qual pertence. Se fosse uma língua isolada, seria quase impossível conseguir a cobiçada decifração.
- A extensão média das inscrições é inferior a cinco sinais.
- A falta de textos bilíngues causa mais dúvidas e mais pesquisas de cunho intuitivo. *Não existe uma segmentação final dos minitextos que seja aceita por todos os especialistas. Além da especulação pessoal, a sintaxe e a morfologia dessa linguagem são, portanto, obscuras.
- Também não há acordo quanto a um número fixo de sinais que compõem a escrita. Alguns dos estudiosos que defenderam primeiro uma compreensão e depois uma possível decifração foram:
- En 1877, Alexander Cunningham pensou que fosse um [[arquétipo de escrita brahmi usada na época do imperador Açoca.
- Em 1982, S. R. Rao ―em seu livro A decifração das escritsa do Indo ― comenta que a linguagem do substrato deve ser o Sânscrito Védico, isso é, um antigo forma de sânscrito (que é uma língua indo-europeia usada nos textos Védicos). Além disso, ele acredita que muitos dos signos são compostos e que existe um conjunto básico de signos simples, a partir dos quais os compostos foram formados.
- Em 1932, Flinders Petrie era da opinião de que a escrita do Indo funcionava como os hieróglifos egípcios, embora não tenha sugerido que as línguas subjacentes fossem geneticamente relacionadas.
- Em 1974, J. V. Kinnier Wilson ―em seu livro Indo-Sumeriano: Uma Nova Abordagem para os Problemas da Escrita do Indo ― tentou estabelecer uma ligação entre Civilização do Vale do Indo e Civilização Suméria. O autor considerou que ambas as culturas eram ramos do mesmo tronco étnico, embora por outro lado tenha sido confirmado que epigraficamente não há indícios de ligação entre elas. Sua metodologia baseou-se na comparação das formas externas dos signos de ambas as civilizações. Esta forma de elucidar o problema é semelhante à de Guillaume de Hevesy, que viu uma notável semelhança entre os símbolos do Vale do Indo e os glifos rongo rongo da Ilha da Páscoa, alegando que origem comum.
- Em 1992, Walter Fairservis Jr. ―em seu livro A Civilização Harappan e sua Escrita: Um Modelo para a Decifração da Escrita do Indo da escrita do Indo')― analisou a forma dos sinais e palavras selecionadas de um dioma Dravidiano para se adaptar ao ícone escolhido. No final, o autor determinou o significado do símbolo específico referindo-se ao Dravidiano. Dentre as línguas da Dravidiana, podemos citar, entre outras, as antigas Tamil, Telugu, Malaiala e Kannada.
- Yuri Knorozov ―um dos principais responsáveis pela decifração dos Glifos maias― e seus colaboradores russos realizaram uma análise distribu[[tiva dos sinais e descobriram que a estrutura indicava uma linguagem de uma natureza sufixativa e aglutinativa, como a turca ou a japonês de hoje. Assim, segundo eles, o candidato mais provável nesse contexto seria uma língua da família das línguas dravidianas.
- Outros importantes pesquisadores que optaram pelo dravidiano como língua de substrato é o professor finlandês Asko Parpola, que editou o corpus de inscrições em vários volumes, acreditando que os símbolos refletem uma escrita silábica -logo[15] o hindu Iravatham Mahadevan.[16]
- Por fim, deve-se dizer que se os sinais fossem exclusivamente pictogramas ou logogramas, haveria a alternativa de não conterem nenhuma informação sobre a língua falada pelos escribas muito antigos, uma vez que não poderiam ser definidos como escrita na forma mais sentido restrito da palavra. Num artigo publicado online em 2004, um trio de estudiosos americanos, Steve Farmer, Richard Sproat e Michael Witzel,[17] Com base em análises comparativas, estruturais e de frequência de sinais, eles apoiaram a ideia de que a escrita do Indo não estava associada a uma linguagem oral definida. Desprovido, portanto, de valores fonéticos, teria um estatuto meramente emblemático, o que explicaria a extrema brevidade do material gráfico inciso. Os selos, dizem eles, parecem ser artefatos produzidos em massa, destinados ao uso em rituais comunitários e teriam símbolos religiosos e espirituais de oblações. sacrificio.

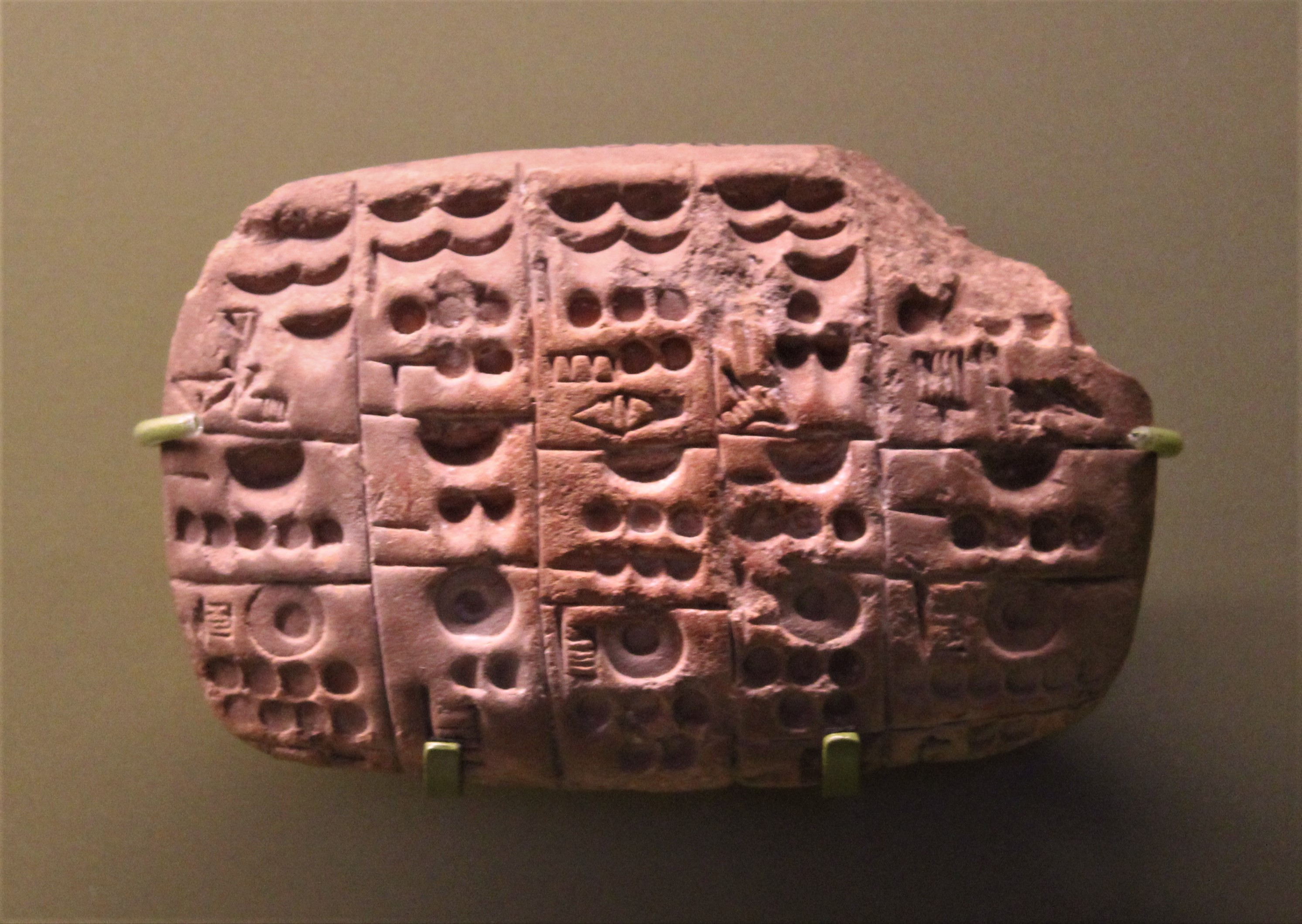
Tabuinha Jemdet Nasr AN1926.583
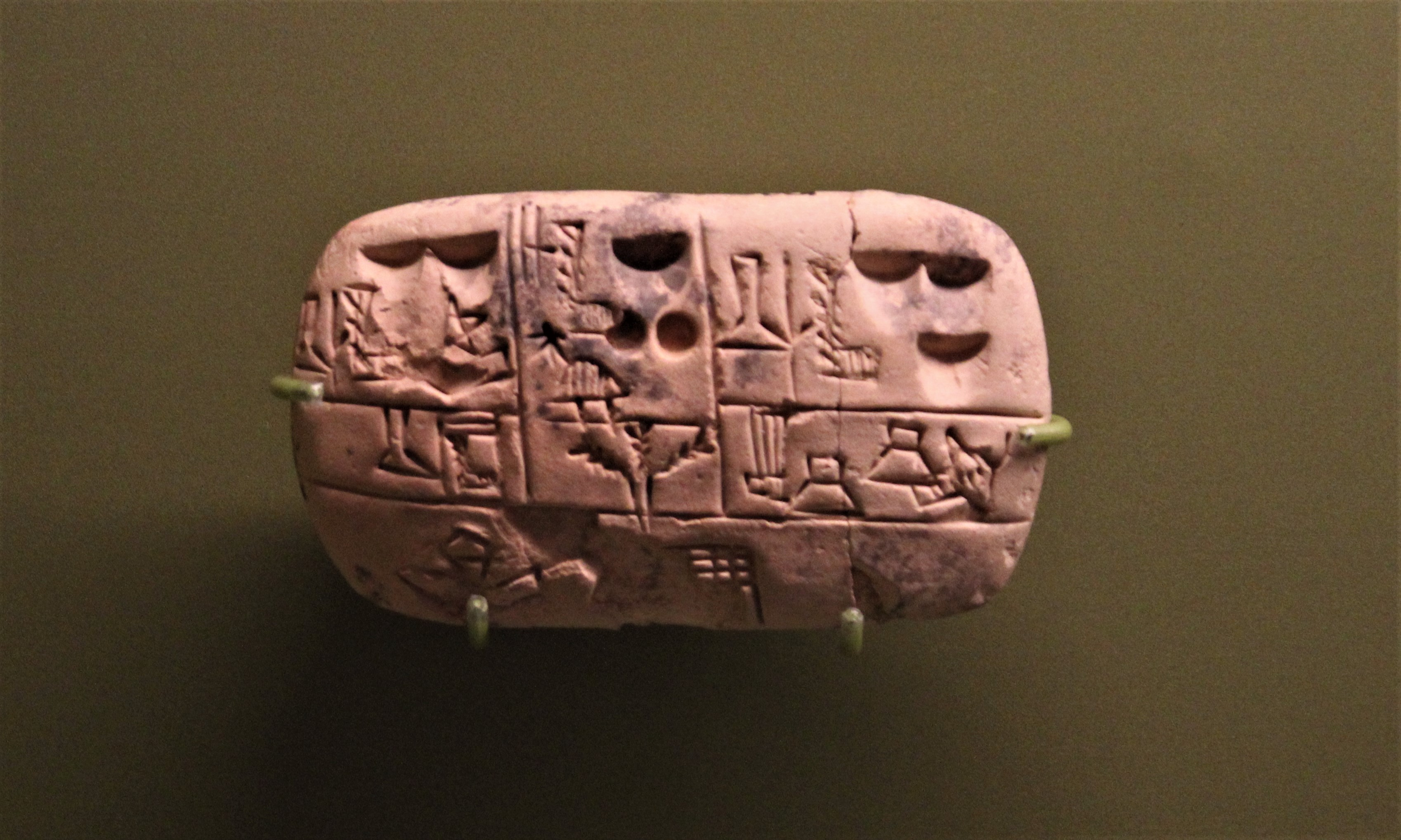
Tabuinha Jemdet Nasr AN1926.602
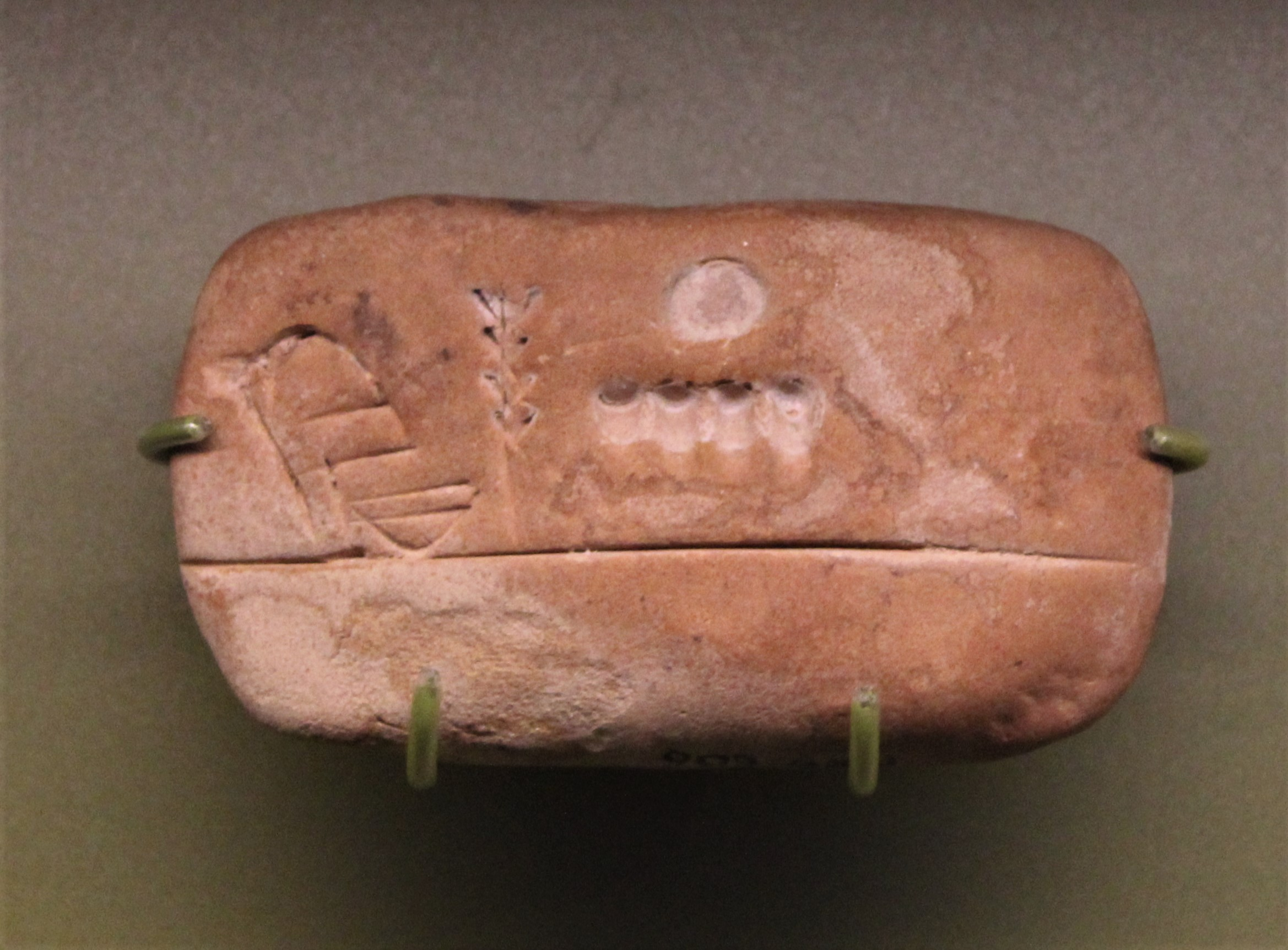
Tabuinha Jemdet Nasr AN1926.606
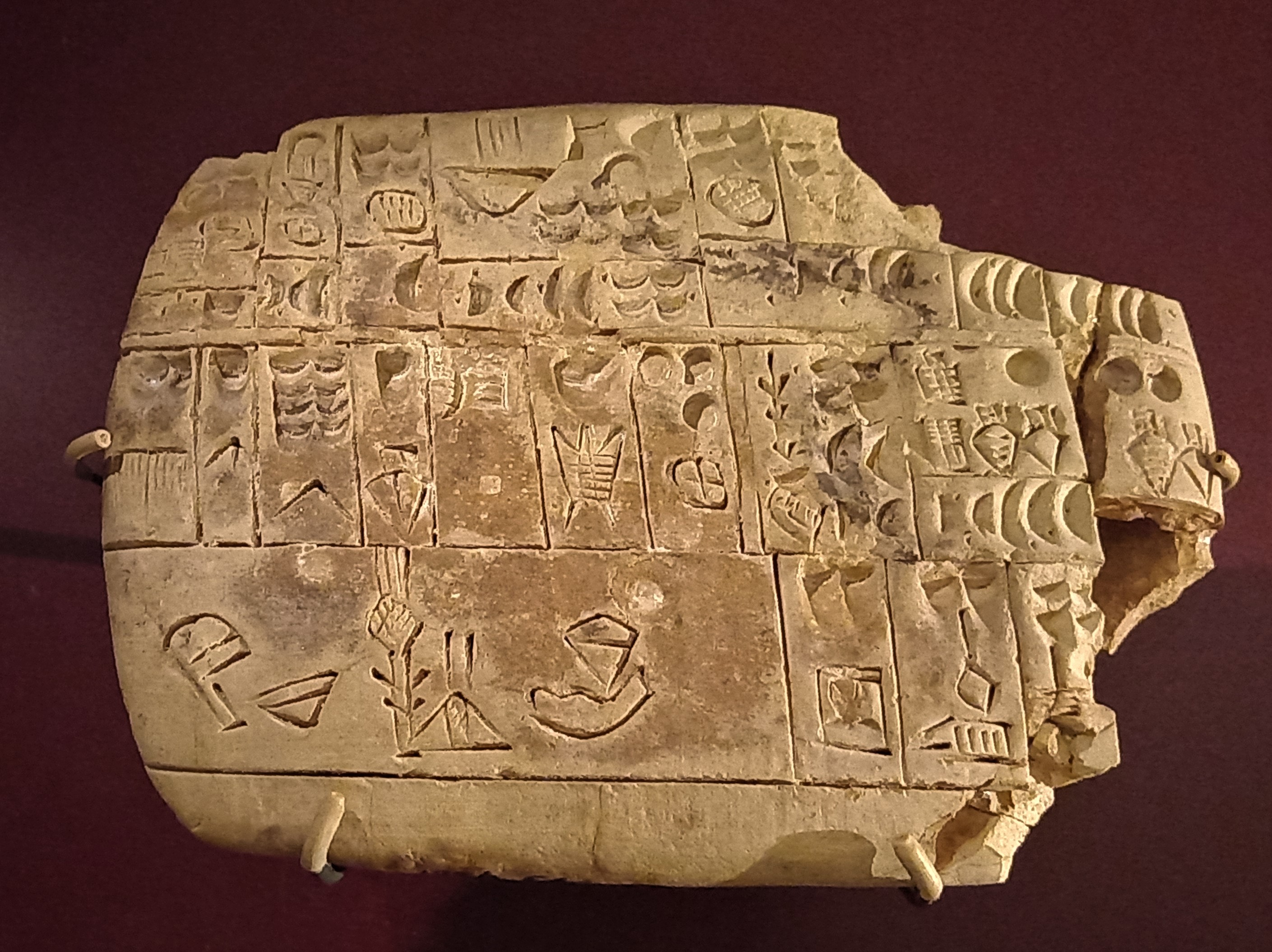
Tabuinha Jemdet Nasr AN1926.564
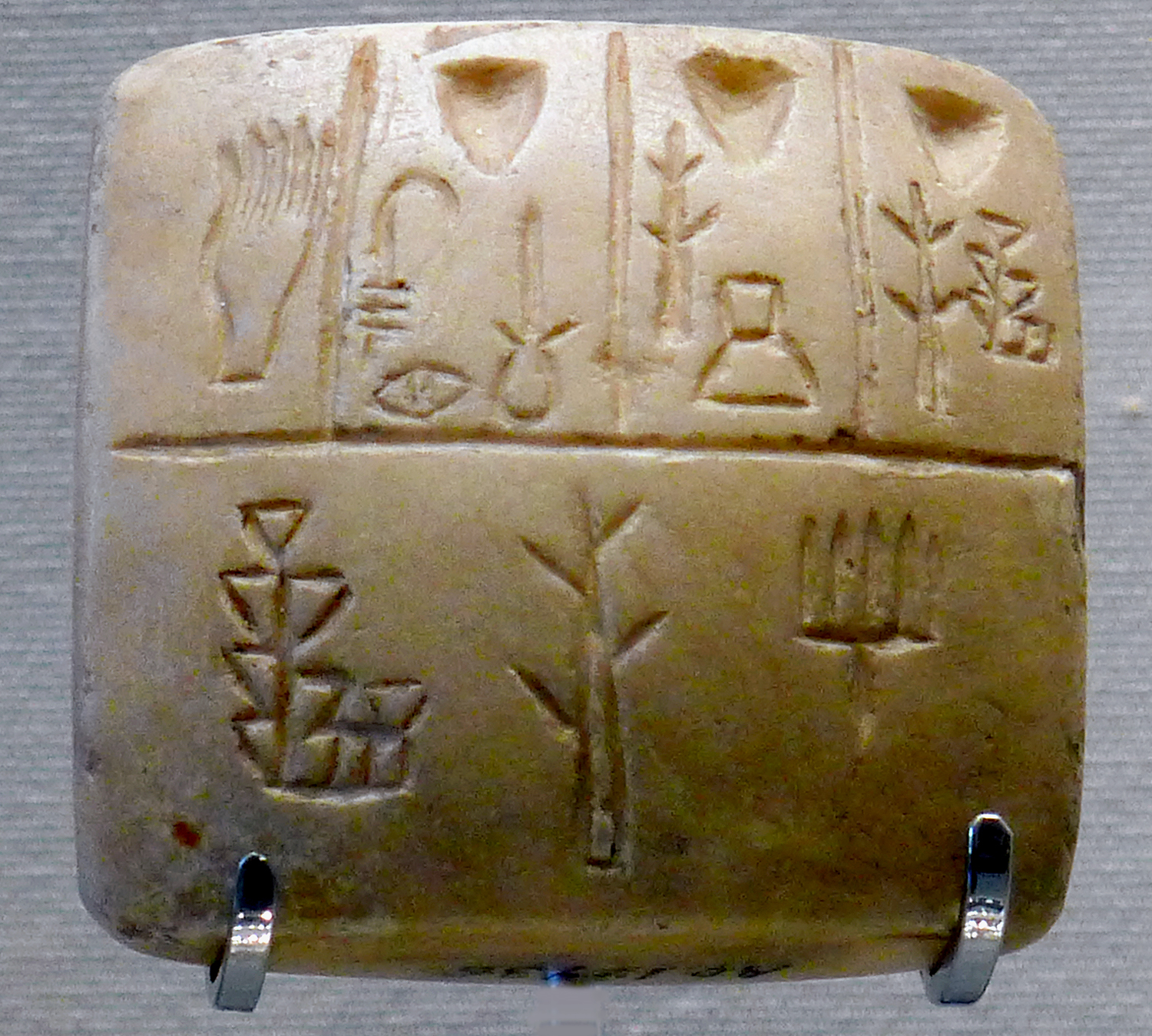
Tábua do Louvre de Uruk III escrita pré-cuneiforme AO19936 precuneiforme AO 8856-IMG 9155-gradiente
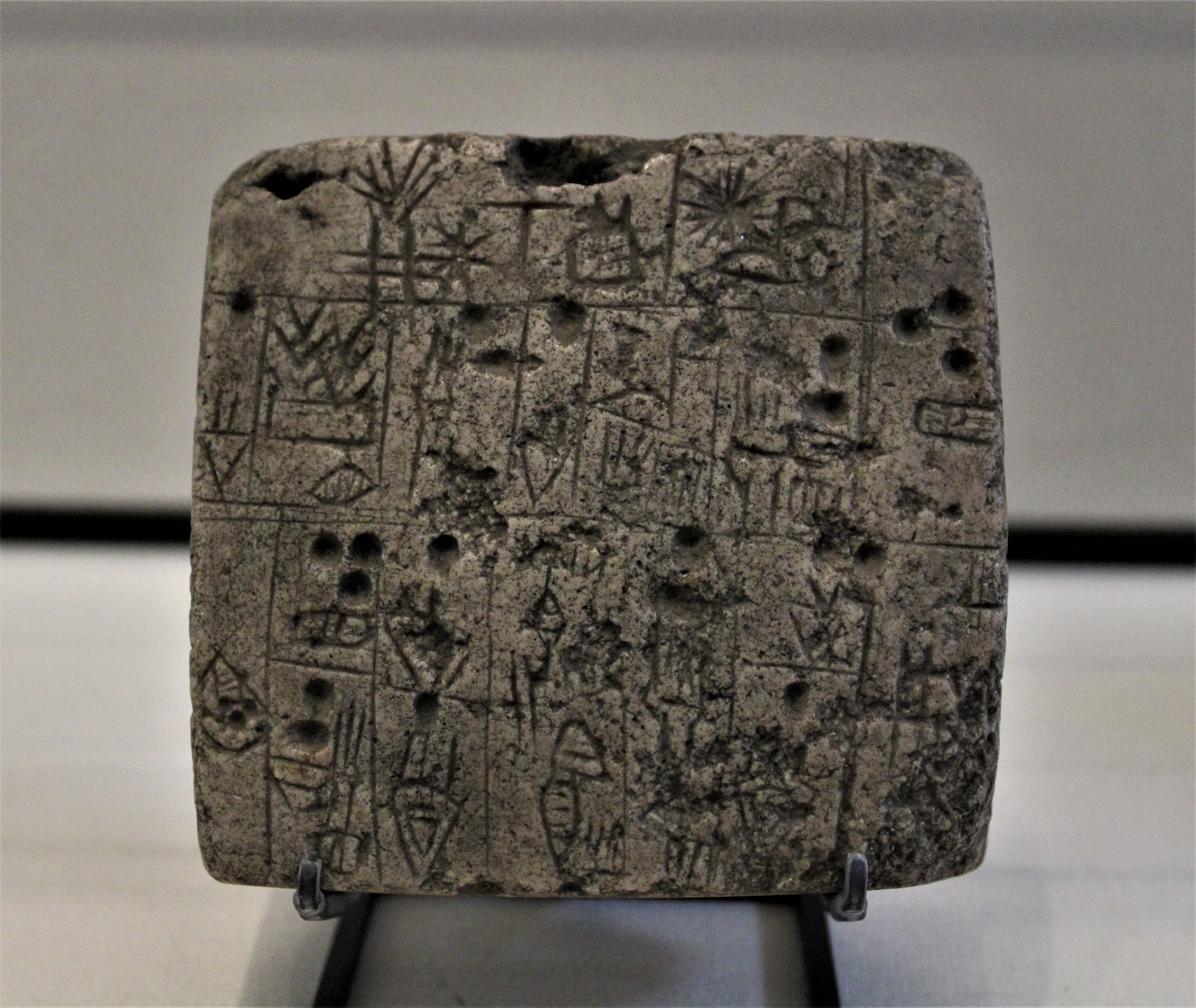
Tabuinha precuneiforme AO 2753
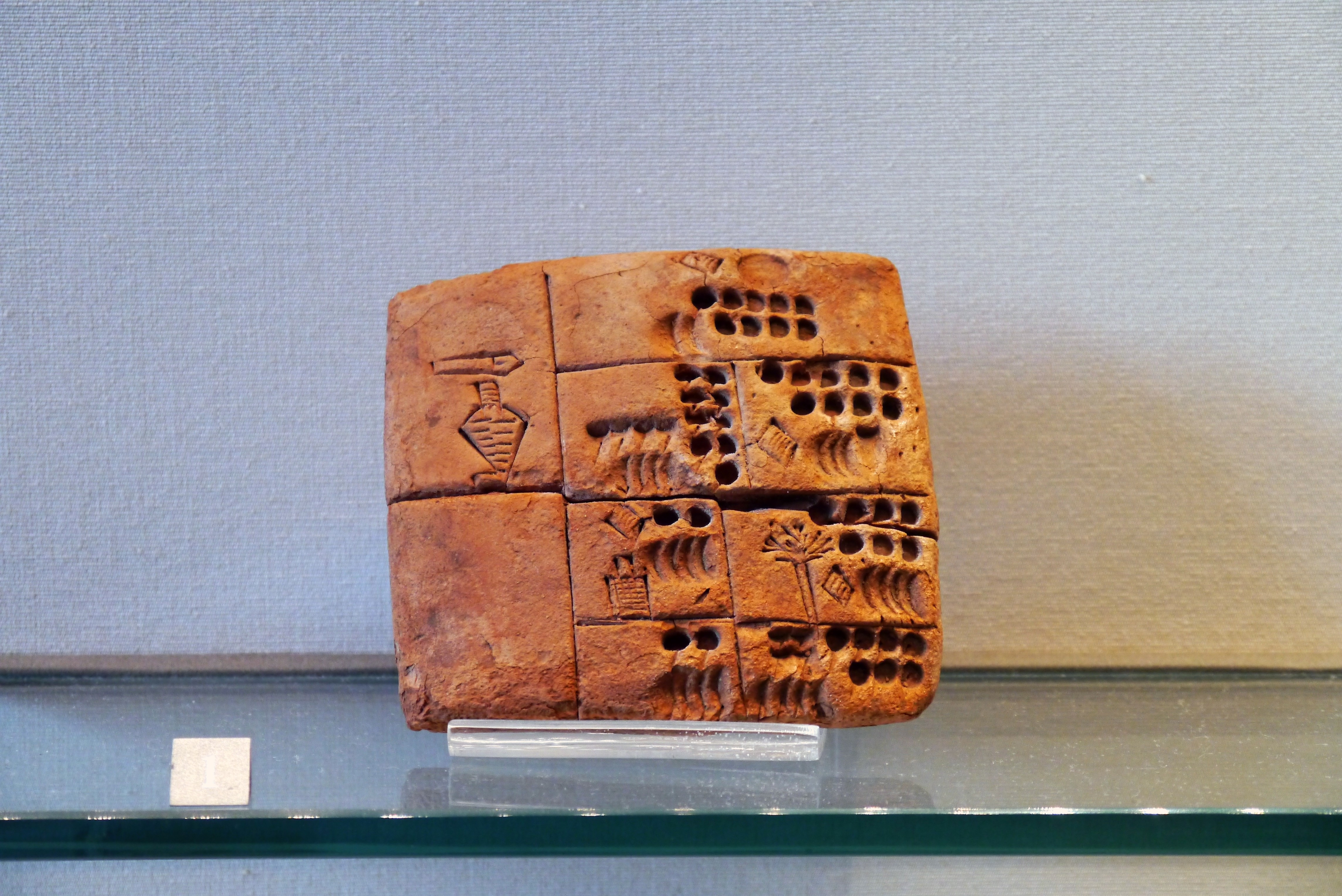
Tabuinha de argila - Louvre - AO29562
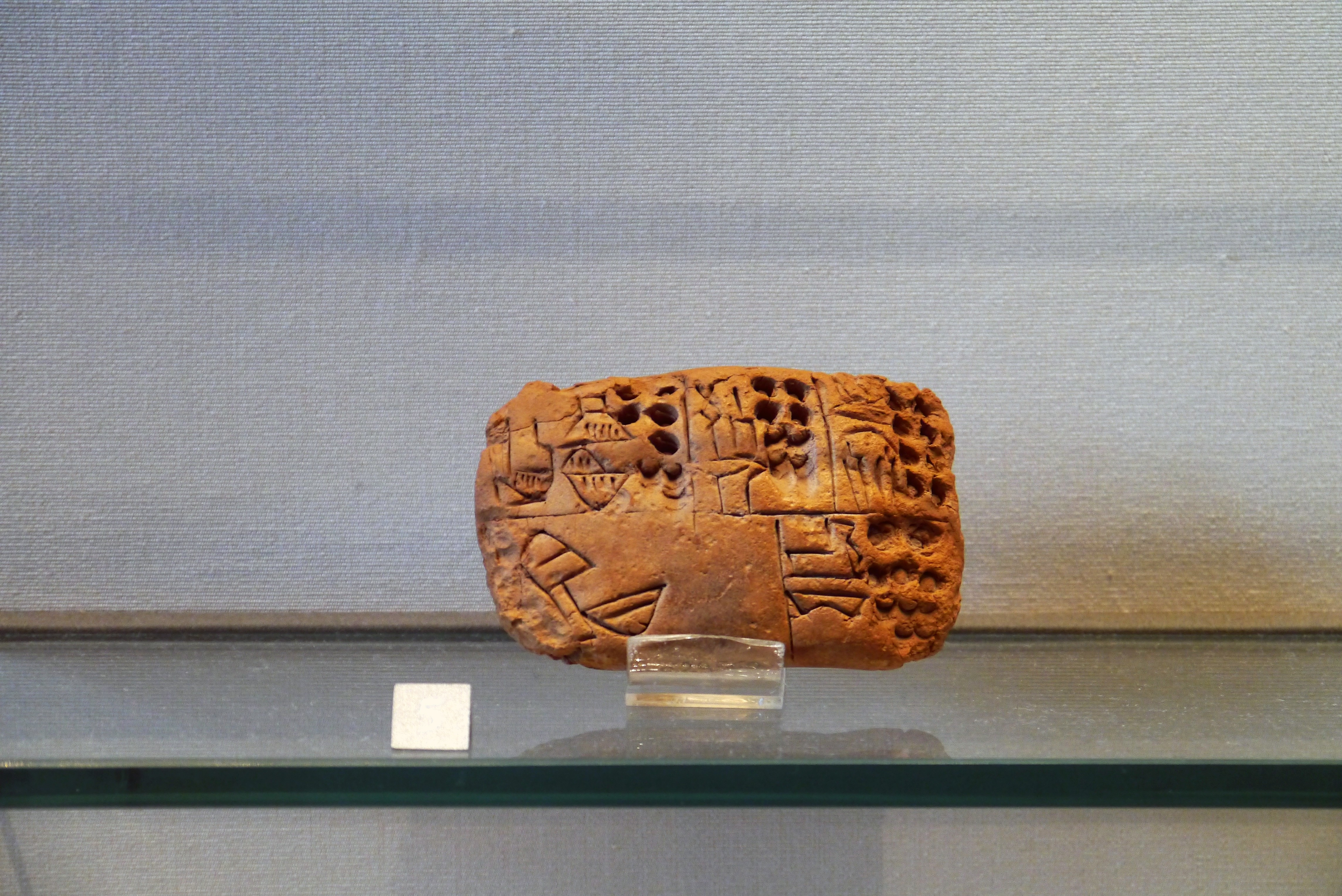
Tabuinha de argila - Louvre - AO29560
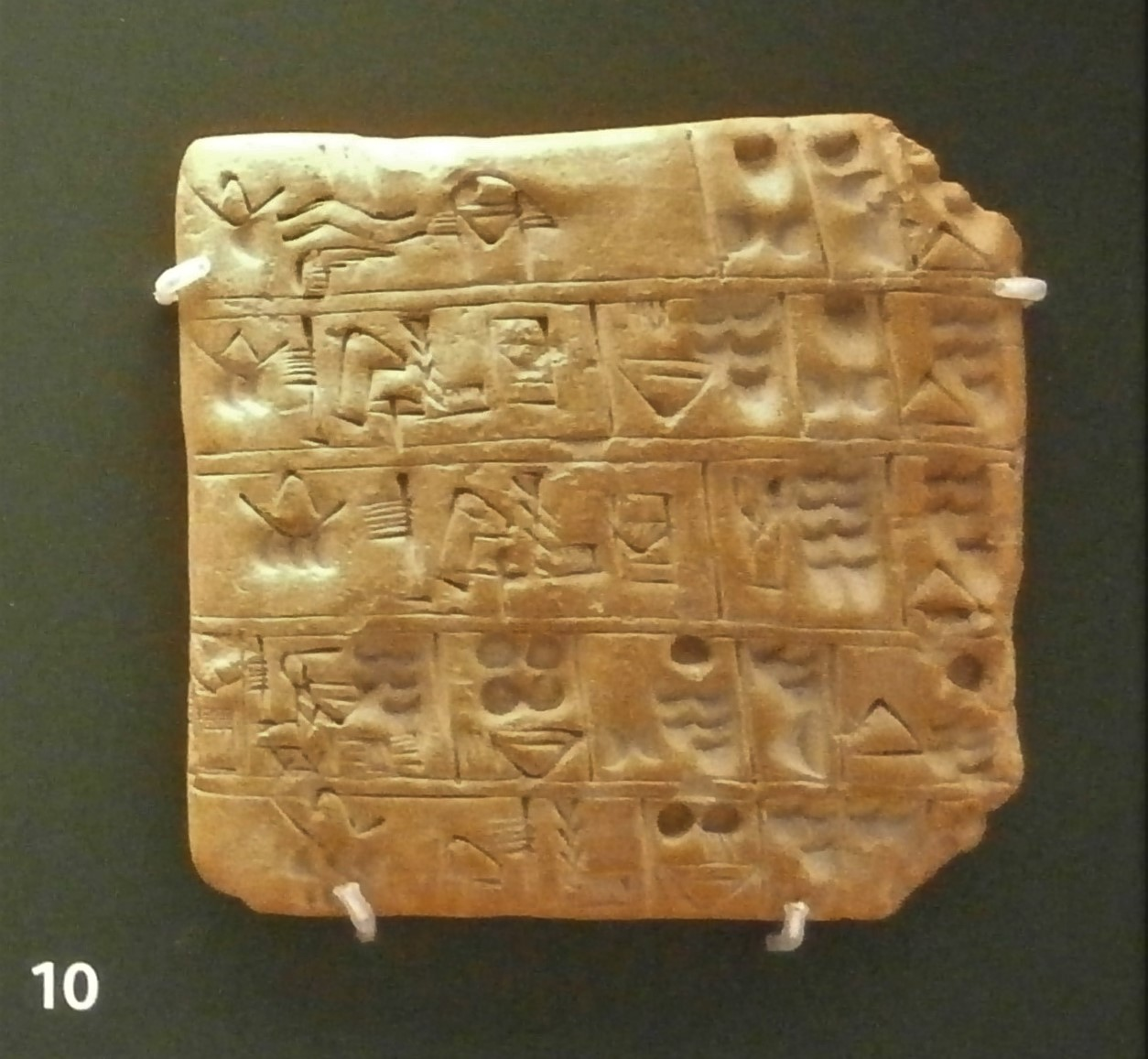
Lista de racionamento para cinco dias - Jemdet Nasr
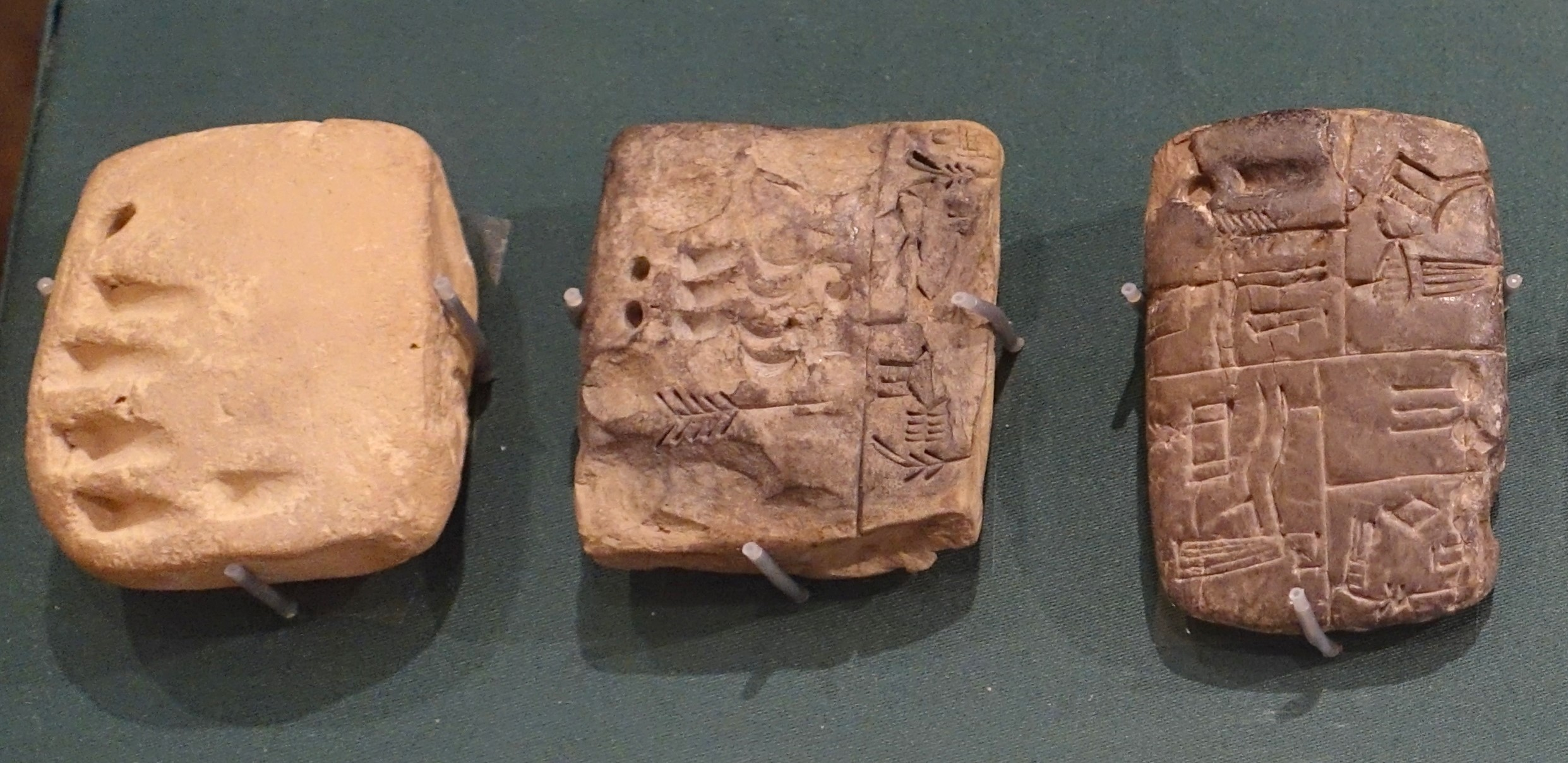
Tabuinhas numéricas de argila, texto lexical, listando 58 termos diferentes para porco.
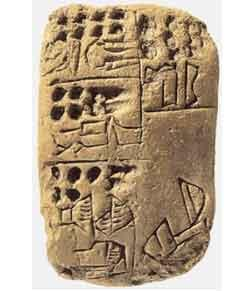
Tabuinha administrativa do periodo de Uruk
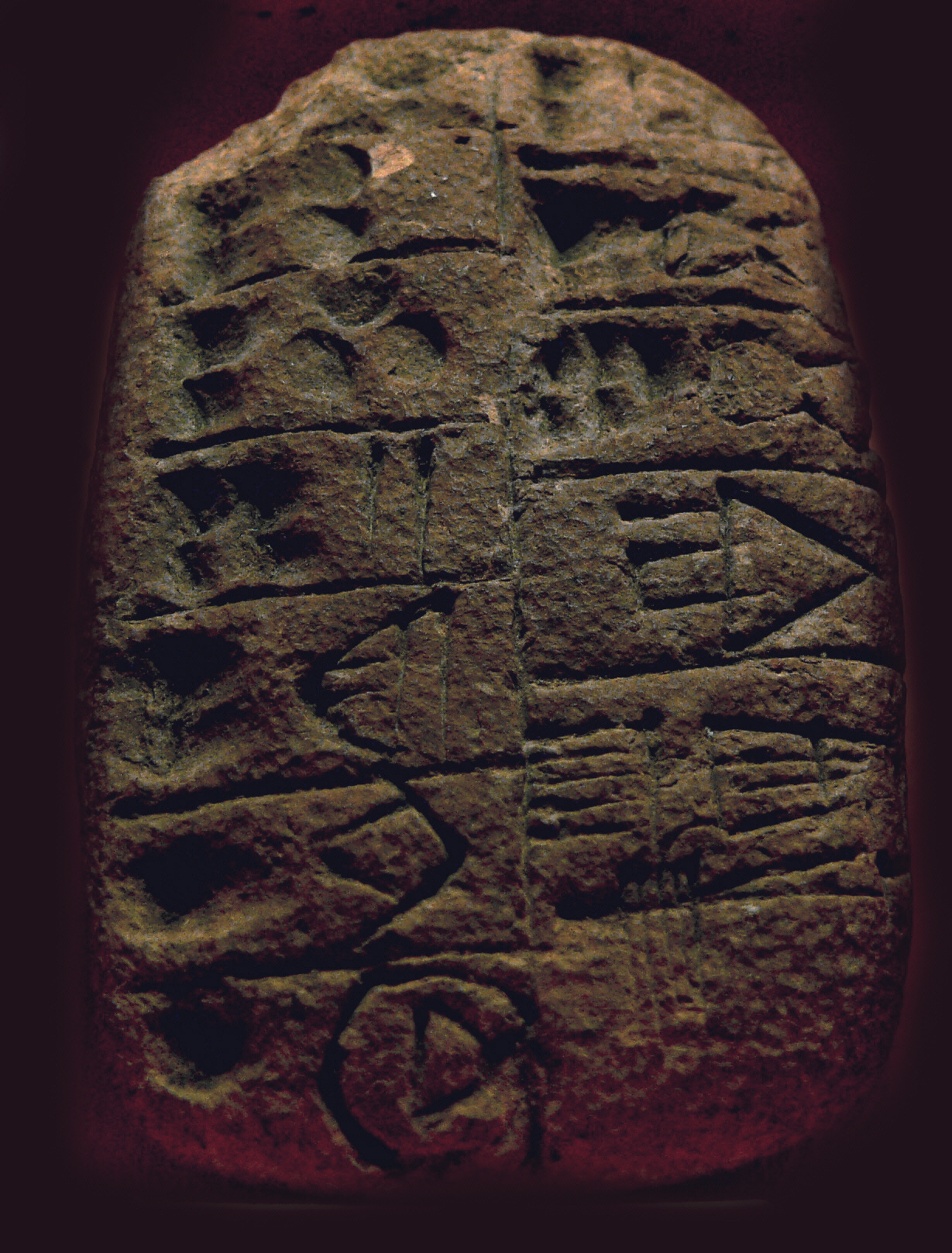
Tabuinhas de argila Mesopotamia 3200 a. C.
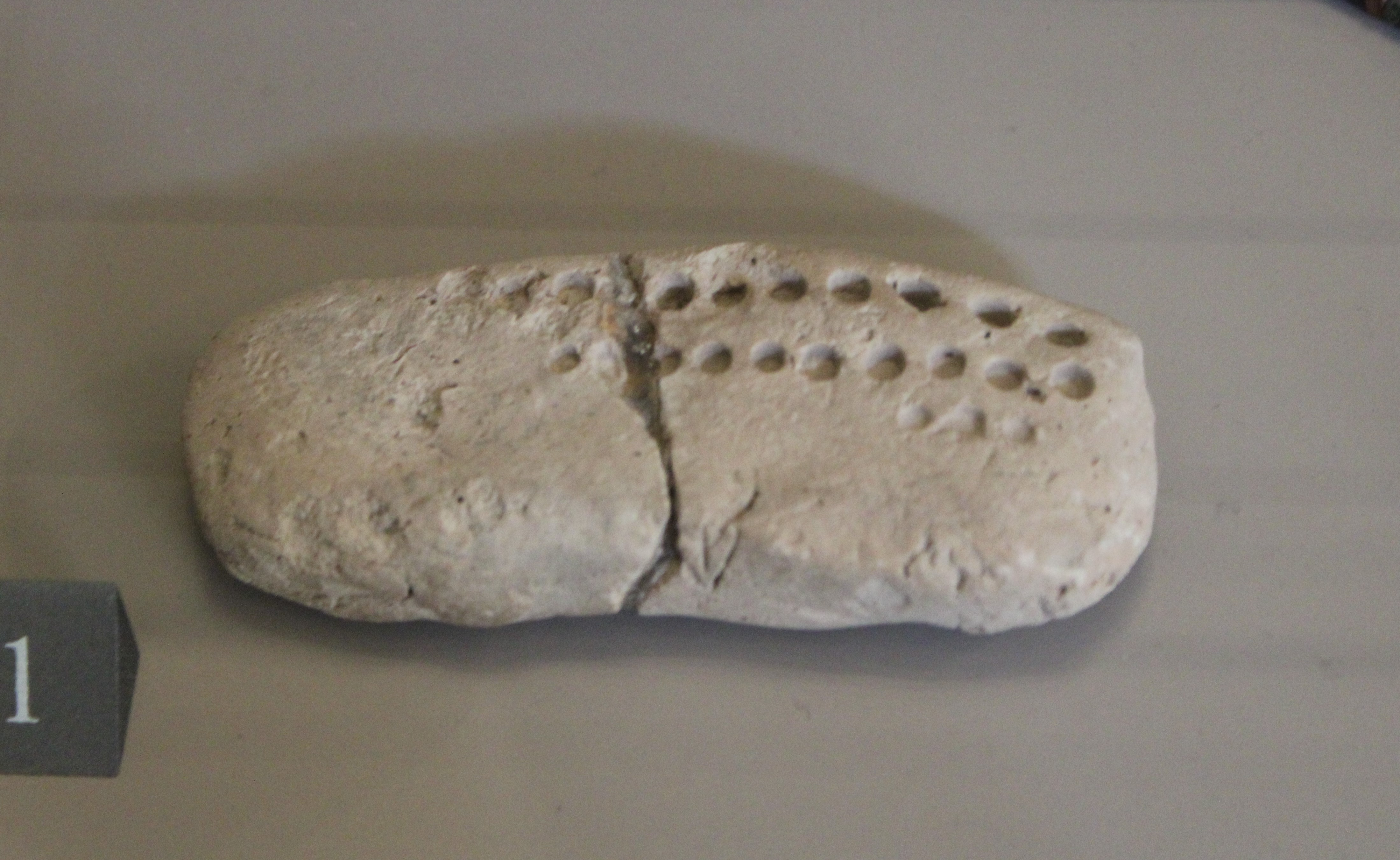
Tabuinha numeral Sialk IV
Lista de vasos protocuneiformes
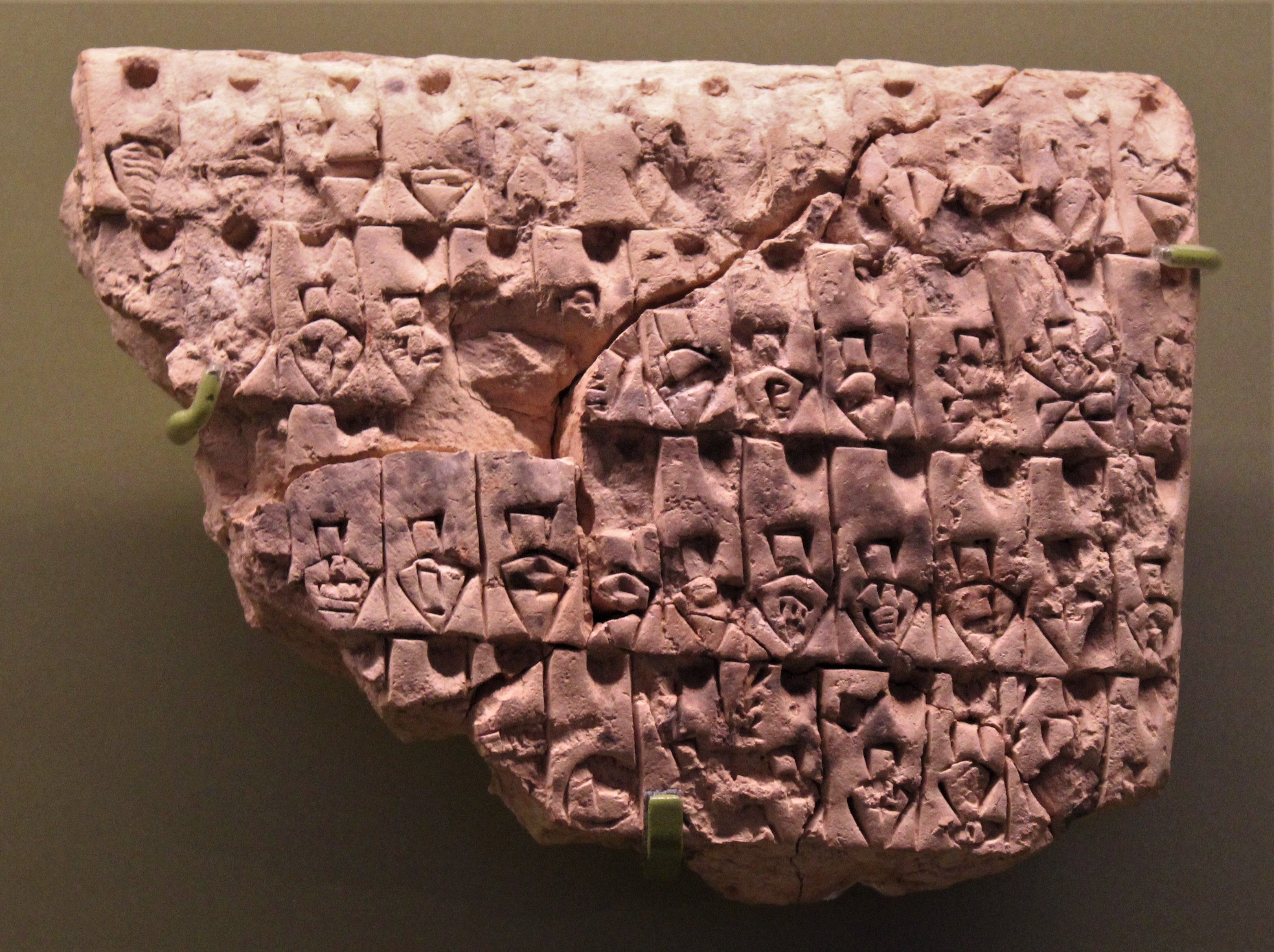

## Bibliografía
- ALLCHIN, Bridget & Raymond. 1982. The Rise of Civilization in India and Pakistan. Cambridge University Press.
- BURROW, T. 1969. Dravidian and the decipherment of the Indus script. Antiquity, 43:274-78.
- CLAUSON, Gerard & John CHADWICK. 1969. The Indus Script deciphered. Antiquity, 43:200-207.
- CUNNINGHAM, Alexander: Corpus Inscriptionarum Indicarum, I: Inscriptions of Aśoka. Calcuta: Archaeological Survey of India, 1877.
- FAIRSERVIS, Walter A. Jr. 1992. The Harappan Civilization and its Writing: A Model for the Decipherment of the Indus Script. Leiden.
- FARMER, Steve, Richard SPROAT, & Michael WITZEL. 2004. The Collapse of the Indus Script thesis - The Myth of a Literate Harapan Civilization.
- JANSEN, Michael, Maire MULLOY and Gunter URBAN (eds): Forgotten Cities of the Indus: Early Civilization in Pakistan from the 8th to the 2nd Millennium BC. Mainz, 1991.
- JOSHI, Jagat Pati y Asko PARPOLA (eds): Corpus of Indus Seals and Inscriptions 1: Collections in India. Helsinki, 1987.
- KENOYER, Jonathan Mark: Ancient Cities of the Indus Valley Civilization. Karachi, 1998.
- KINNIER WILSON, J. V.: Indo-Sumerian: A New Approach to the Problems of the Indus Script. Oxford, 1974.
- KNOROZOV, Yuri. V., M. F. AL’ BEDIL, y B. Y. VOLCHOK: Proto-Indica: Report on the Investigation of the Proto-Indian Texts [1979]. Versión en inglés, Moscú: 1981.
- MAHADEVAN, Iravatham: The Indus Script: Texts, Concordance and Tables. Nueva Delhi: Archaeological Survey of India, 1977.

―«What do we know about the Indus Script? Neti neti». Journal of the Institute of Asian Studies, 7:1-29. Madrás, 1989.
―«An Encyclopaedia of the Indus Script» (revisión de un libro), 19:9-12. Nueva Delhi, 1995.
―«Murukan in the Indus Script», en Journal of the Institute of Asian Studies, 16:2:3-39. Madrás, 1999.
- McINTOSH, Jane R.: A Peaceful Realm: The Rise and Fall of the Indus Civilization. Westview Press, 2001.
- PARPOLA, Asko: Deciphering the Indus Script. Cambridge, 1994.

―«Dravidian and the Indus Script: on the Interpretation of some Pivotal Signs», en Studia Orientalia, 82: 167-91. Helsinki, 1997.
―«Study of the Indus Script». 50th ICES Tokyo Session, 2005.
- POSSEHL, Gregory L.: Indus Age: The Writing System. Filadelfia (EE. UU.), 1996.

― Indus Age: The Beginnings. Filadelfia (EE. UU.), 1999.
- RENFREW, Colin A.: Archaeology and Language: The Puzzle of Indo-European Origins. Londres: Pimlico, 1987.
- SALOMON, Richard: Indian Epigraphy: A Guide to the Study of Inscriptions in Sanskrit, Prakrit, and other Indo-Aryan Languages (South Asia Research). Oxford University Press, 1998.
- SHAH, Sayid Ghulam Mustafa y Asko PARPOLA (eds): Corpus of Indus Seals and Inscriptions 2: Collections in Pakistan. Helsinki, 1991.
- THAPAR, Romila: Early India: From the Origins to AD 1300. University of California Press, 2004.
- WELLS, Bryan: An Introduction to Indus Writing. Independence (Misuri): Early Sites Research Society (2.ª edición), 1999.
- WHEELER, Mortimer: The Indus Civilization. Cambridge (3.ª edición), 1968.